# 奥列格·维捷尔尼科夫
奥列格·维捷尔尼科夫（俄语：Олег Геннадьевич Ведерников，羅馬化：Oleg Gennadievich Vedernikov，1966年8月13日—2015年6月11日），俄罗斯大提琴演奏家，前北京交响乐团大提琴首席。
维捷尔尼科夫生于斯維爾德洛夫斯克（今叶卡捷琳堡）。早年就读于音乐专门学校，1989年毕业于苏联乌拉尔国立穆索尔斯基音乐学院。毕业后，他在1989年至1991年赴莫斯科音樂學院以助教-研修生身份学习，师从苏联人民艺术家娜塔莉亚·沙霍夫斯卡娅。
2001年10月，维捷尔尼科夫与邻居的争执中，他的中提琴受损。这把中提琴出自意大利制琴师皮耶特罗·瓜尔内里之手，之前已投保，保额为25万美金。
2012年5月因在沈阳开往北京的D8次动车组上行为不端引发争执，并在网络引起讨伐。5月21日北京交響樂團宣布將奧列格除名處分。
2015年6月11日，维捷尔尼科夫逝世，死因未披露。死讯是他的朋友在社交媒体上发布的。之前的5月14日，他曾在脸书上写到，他将接受一个重大、复杂的手术。